# فيك هاريس (لاعب كرة قاعدة)
فيك هاريس (بالإنجليزية: Vic Harris)‏ هو لاعب كرة قاعدة أمريكي، ولد في 10 يونيو 1905 في بينساكولا في الولايات المتحدة، وتوفي في 23 فبراير 1978 في سان فيرناندو في الولايات المتحدة.

## وصلات خارجية
- فيك هاريس على موقعبيزبول رفرنس.كوم (الدوري الرئيسي) (الإنجليزية)
- فيك هاريس على موقعبيزبول رفرنس.كوم (الدوري الثانوي) (الإنجليزية)